# (3124) Kansas
(3124) Kansas (1981 VB) – planetoida z pasa głównego asteroid okrążająca Słońce w ciągu 4,55 lat w średniej odległości 2,74 au Odkryta 3 listopada 1981 roku.